# 马青山 (1927年)
马青山（1927年—），男，奉天（今辽宁）辽阳人，中国现代五项教练员，曾任中国射击协会副主席，第五、六、七届全国政协委员。